# Championnat de Pologne de football 2008-2009
Navigation
Édition précédente Édition suivante
La saison 2008-2009 du championnat de Pologne est la 83e saison de l'histoire de la compétition, la 75e sous l'appellation « Ekstraklasa ». Le Wisła Cracovie a mis son titre en jeu pour la onzième fois de son histoire.
Il est important de préciser que le Dyskobolia a fusionné avec le Polonia Varsovie, ce dernier conservant son nom.
Pour la deuxième fois consécutive, le Wisła Cracovie est devenu champion de Pologne devant le Legia Varsovie et le Lech Poznań.

## Les clubs participants

### Dernière montée
| Club                  | Dernière montée | Club                  | Dernière montée |
| --------------------- | --------------- | --------------------- | --------------- |
| Legia Varsovie        | 1948            | Ruch Chorzów          | 2007            |
| Górnik Zabrze         | 1979            | Jagiellonia Białystok | 2007            |
| Wisła Cracovie        | 1995            | Polonia Bytom         | 2007            |
| Odra Wodzisław Śląski | 1996            | Lechia Gdańsk         | 2008            |
| Lech Poznań           | 2002            | Śląsk Wrocław         | 2008            |
| KS Cracovia           | 2004            | Piast Gliwice         | 2008            |
| GKS Bełchatów         | 2005            | Arka Gdynia           | 2008            |
| ŁKS Łódź              | 2006            | Polonia Varsovie      | 2008            |

### Présentation
| Club                  | Ville            | Stade                    | Capacité | Saison 2007-2008 |
| --------------------- | ---------------- | ------------------------ | -------- | ---------------- |
| Arka Gdynia           | Gdynia           | Miejski Gosir            | 12,000   | 4e de la Liga    |
| GKS Bełchatów         | Bełchatów        | Stadion GKS              | 5,238    | 9e de la Liga    |
| KS Cracovia           | Cracovie         | Stadion Cracovii         | 11,000   | 7e de la Liga    |
| Górnik Zabrze         | Zabrze           | Stade Ernest Pohl        | 17,722   | 8e de la Liga    |
| Jagiellonia Białystok | Białystok        | Białystok City Stadium ¹ | 10,000   | 14e de la Liga   |
| Lech Poznań           | Poznań           | Stade Municipal ¹        | 18,200   | 4e de la Liga    |
| Lechia Gdańsk         | Gdańsk           | Stadion Lechii           | 12,244   | 1er de la Liga   |
| Legia Varsovie        | Varsovie         | Stade Wojska Polskiego ¹ | 13,628   | 2e de la Liga    |
| LKS Łódź              | Lódź             | Stadion ŁKS              | 12,160   | 11e de la Liga   |
| Odra Wodzisław Śląski | Wodzisław Śląski | MOSiR Stadium            | 6,620    | 12e de la Liga   |
| Piast Gliwice         | Gliwice          | Stadion Piast            | 6,000    | 3e de II Liga    |
| Polonia Bytom         | Bytom            | Edwarda Szymkowiaka      | 7,000    | 13e de I Liga    |
| Polonia Varsovie      | Varsovie         | Stade Polonii            | 7,000    | 7e de II Liga    |
| Ruch Chorzów          | Chorzów          | Stadion Ruchu            | 10,000   | 10e de I Liga    |
| Śląsk Wrocław         | Wrocław          | Stade de Maślice         | 8,346    | 2e de II Liga    |
| Wisła Cracovie        | Cracovie         | Stade Henryk Reyman ¹    | 15,577   | 1er de I Liga    |

¹ Stade en rénovation

## Compétition

### Affaire de corruption
En raison de l'affaire de corruption qui a touché le football polonais, plusieurs équipes ont été sanctionnées. Le Zagłębie Lubin, le Korona Kielce et le Zagłębie Sosnowiec se retrouvent en II Liga. Ces deux derniers étaient de toute manière relégués sportivement, terminant aux 15e et 16e places.
Le Jagiellonia Białystok, initialement relégué compte tenu de sa défaite lors des barrages (4-1) contre l'Arka Gdynia, a été finalement repêché.
Conservé dans l'élite, le Jagiellonia est finalement rattrapé par ses actes dans cette affaire, et est sanctionné juste après la pause hivernale.

### Les clubs polonais qualifiés en Coupe d'Europe
| \| Gdynia Cracovie (2) Bełchatów Zabrze Białystok Poznań Gdańsk Varsovie (2) Łódź Wodzisław Śląski Gliwice Bytom Chorzów Wrocław \| |
| Localisation des clubs selon leur ville d'appartenance.                                                                             |
| Gdynia Cracovie (2) Bełchatów Zabrze Białystok Poznań Gdańsk Varsovie (2) Łódź Wodzisław Śląski Gliwice Bytom Chorzów Wrocław       |

#### Coupe Intertoto
Le KS Cracovia, engagé en Coupe Intertoto, est sorti dès le premier tour par le club biélorusse du Shakhtyor Soligorsk (1-2 à l'aller, 0-3 au retour).

#### Coupe UEFA
En Coupe UEFA, le Legia Varsovie affronte quant à lui un autre club biélorusse, le FK Gomel (match nul 0-0 à l'aller). Le Lech Poznań, deuxième club polonais engagé dans cette compétition, s'est imposé 1-0 au FK Xəzər Lənkəran (Azerbaïdjan), grâce à un but de Robert Lewandowski. Lors de la phase retour, qui a eu lieu le 31 juillet, les deux équipes se sont qualifiées. Le Lech a largement disposé de Lənkəran 4-1, et le Legia de Gomel sur le même score.
Au tour suivant, Varsovie affronte le FK Moscou (Russie), et est défait par deux fois (2-1 et 2-0). Poznań passe lui facilement devant les Suisses du Grasshopper-Club Zurich (6-0 et 0-0). Il affronte au prochain tour l'Austria Vienne (Autriche). Au match aller, disputé à l'extérieur, Poznań s'incline 2-1. Dans les mêmes conditions, Cracovie est battu sur le même score. Lors des matches retours, le Wisła ne peut faire que match nul (1-1), et est donc sorti de cette compétition. De son côté, Poznań, après une prolongation, s'impose 4-2 au bout du suspense, avec un but de Rafał Murawski à la 121e minute.
Le tirage au sort des phases de groupes a lieu le 7 octobre pour le Lech, seul représentant polonais restant en Coupe d'Europe. Placé dans le chapeau 5, avec l'avant dernier coefficient UEFA, Poznań se retrouve dans le groupe H, en compagnie du CSKA Moscou (Russie), du Deportivo La Corogne (Espagne), du Feyenoord Rotterdam (Pays-Bas) et de l'AS Nancy-Lorraine (France). Pour son premier match, Poznań obtient le match nul face à Nancy, après avoir mené par deux fois (score final 2-2). Après une défaite à Moscou, et un match nul contre le Deportivo, Poznań se qualifie lors de la dernière journée, sur le terrain du Feyenoord. Le club polonais, classé 3e de son groupe, est amené à rencontrer l'un des huit premiers des groupes, dont l'identité est connue quelques jours plus tard, le 19 décembre. À Nyon, c'est un tirage plutôt clément qui est réservé à Poznań : l'Udinese Calcio, club de milieu de tableau italien. Les Polonais disputent le match aller à domicile, le 19 février 2009, sous une tempête de neige. Plutôt à l'aise pour développer leur jeu, les hommes de Smuda prennent le jeu à leur compte durant la première mi-temps. Sur deux erreurs, le Lech encaisse deux buts, mais parvient dans le dernier quart d'heure à revenir au score. Les Polonais pouvaient donc toujours espérer décrocher la qualification, en cas de succès une semaine plus tard au Stadio Friuli, à Udine, ce qui fut le cas durant la première période et jusqu'à la 52e minute de jeu. Encaissant un nouveau but en fin de match, l'aventure du dernier club polonais arrivait à son terme, mais restera dans son histoire comme la plus grande jamais réalisée.

#### Ligue des Champions
Le 30 juillet, le Wisła Cracovie, champion en titre, s'est incliné 2-1 lors du 2e tour de la Ligue des champions contre le Betar Jérusalem (Israël), alors qu'il menait au score. Le match retour, qui a eu lieu le 6 août, a vu les cracoviens dominer de bout en bout le match, et marquant pas moins de cinq buts.
Pour le dernier tour avant les phases de groupe, le Wisla rencontre le grand FC Barcelone. Le 13 août au Camp Nou, les Polonais s'inclinent lourdement 4-0. Au match retour, Cracovie s'impose symboliquement 1-0, grâce à un but de Cléber. Le Wisła est donc reversé en Coupe UEFA, et affrontera Tottenham Hotspur.

### Moments forts de la saison
Contrairement à la saison dernière, plusieurs clubs paraissent être en mesure de se disputer le titre de champion. Sans surprise, ce sont les "trois gros" polonais (Cracovie, Varsovie et Poznań) qui se tiennent dans un mouchoir de poche. Derrière, seul le Polonia réussit à tenir la cadence. Au tiers du championnat, le Wisła Cracovie est en tête, devant le surprenant Polonia Varsovie, qui lui-même devance son ennemi et voisin, le Legia. Sur les cinq promus, quatre font bonne figure, et seul le Piast Gliwice est dans la zone rouge des relégables. Du côté des déceptions, le KS Cracovia et le Górnik Zabrze, respectivement 4e et 5e l'an passé, occupent dans l'ordre les deux dernières places du classement. Juste avant la trêve, les écarts se resserrent, le Lech Poznań étant passé en tête, devant les deux clubs de Varsovie et le Wisła Cracovie. En queue de peloton, on retrouve les mêmes clubs que précédemment.
Après la longue trêve hivernale, Poznań maintient sa petite avance, ne parvenant pas à saisir les différentes occasions de creuser l'écart. Aux deux tiers du championnat, le Polonia s'éloigne quelque peu du haut de tableau. En bas, tout reste possible pour les deux relégables, qui restent à longueur respectable du 14e, l'Odra Wodzisław Śląski.
À six journées de la fin, le Lech, en tête depuis le 30 novembre, est dépassé par le Legia. Le Wisła complète le podium. Son destin entre ses mains, le Legia peut creuser l'écart et faire un pas vers le titre, étant opposé à ses deux poursuivants. Mais lors des 25e et 27e journées, il ne peut que faire match nul face à Poznań et perdre sur le terrain du Wisła, qui reprend donc la première place. Derrière, plusieurs équipes se tiennent en quelques points.
À deux journées du terme du championnat, la lutte s'intensifie, le Lech Poznań repassant en tête provisoirement. Mais le Wisła, grâce à son importante victoire, reprend sa place. Le Legia est lui toujours troisième. Lors de l'avant-dernière journée, Cracovie fait un pas vers le titre, en s'imposant 4-2 à Gdańsk, alors que Varsovie et Poznań marquent le pas et ne peuvent faire mieux que match nul. À la suite de sa défaite, le Lechia Gdańsk passe dans la zone des relégables, que quitte le KS Cracovia, opposé dans un choc de bas de classement au Górnik.
Contrairement à la saison passée, le titre et le maintien se jouent lors de la dernière journée. Avec toutes les cartes en main, le Wisła ne rate pas l'occasion de remporter son deuxième championnat d'affilée, en s'imposant devant son public face au Śląsk Wrocław. Le Legia Varsovie, large vainqueur du match l'opposant au Ruch Chorzów, prend la deuxième place, qui restera lors de cette saison anecdotique. Vainqueur sur le fil à Zabrze, le Polonia se qualifie pour la Ligue Europa. Dans le bas du classement, le Lechia Gdańsk, qui était dans une position difficile au soir de la 29e journée, se sort de la zone rouge, contrairement au KS Cracovia qui y replonge. Le Górnik, ancien club majeur de Pologne, redescend à la dernière place. L'Arka Gdynia complète le trio du bas, et défendra sa place dans l'élite lors des barrages.

### Classement
| Rang | Équipe                | Pts | J  | G  | N  | P  | Bp | Bc | Diff |
| ---- | --------------------- | --- | -- | -- | -- | -- | -- | -- | ---- |
| 1    | Wisła Cracovie (T)    | 64  | 30 | 19 | 7  | 4  | 53 | 21 | +32  |
| 2    | Legia Varsovie        | 61  | 30 | 18 | 7  | 5  | 52 | 17 | +35  |
| 3    | Lech Poznań (C)       | 59  | 30 | 16 | 11 | 3  | 51 | 24 | +27  |
| 4    | Polonia Varsovie (P)  | 54  | 30 | 15 | 9  | 6  | 40 | 23 | +17  |
| 5    | GKS Bełchatów         | 54  | 30 | 17 | 3  | 10 | 40 | 28 | +12  |
| 6    | Śląsk Wrocław (P) (L) | 45  | 30 | 11 | 12 | 7  | 40 | 34 | +6   |
| 7    | ŁKS Łódź              | 35  | 30 | 10 | 5  | 15 | 27 | 43 | -16  |
| 8    | Polonia Bytom         | 35  | 30 | 10 | 5  | 15 | 30 | 46 | -16  |
| 9    | Jagiellonia Białystok | 34  | 30 | 9  | 7  | 14 | 28 | 34 | -6   |
| 10   | Ruch Chorzów          | 34  | 30 | 9  | 7  | 14 | 22 | 32 | -10  |
| 11   | Piast Gliwice (P)     | 33  | 30 | 9  | 6  | 15 | 17 | 26 | -9   |
| 12   | Lechia Gdańsk (P)     | 32  | 30 | 9  | 5  | 16 | 30 | 44 | -14  |
| 13   | Odra Wodzisław Śląski | 32  | 30 | 8  | 8  | 14 | 23 | 40 | -17  |
| 14   | Arka Gdynia (P)       | 30  | 30 | 7  | 9  | 14 | 27 | 39 | -12  |
| 15   | KS Cracovia           | 30  | 30 | 7  | 9  | 14 | 24 | 40 | -16  |
| 16   | Górnik Zabrze         | 29  | 30 | 7  | 8  | 15 | 20 | 33 | -13  |

| Légende : Qualifications et relégations | Légende : Qualifications et relégations |
| --------------------------------------- | --- |
|                                         | Ligue des Champions 2009-2010 (Second tour de qualification)                                                                                                   |
|                                         | Ligue Europa 2009-2010 (Troisième tour de qualification) |
|                                         | Ligue Europa 2009-2010 (Deuxième tour de qualification) |
|                                         | Ligue Europa 2009-2010 (Premier tour de qualification) |
|                                         | Relégation en I Liga |
|                                         | (T) : Tenant du titre 2007-2008 (C) : Vainqueurs de la Coupe de Pologne 2008-2009 (L) : Vainqueurs de la Coupe de la Ligue 2008-2009 (P) : Promus en 2008-2009 |

### Tableau des rencontres par équipe
| Clubs | Clubs                 | WIS | LEG | LEC | CRA | GOR | BEL | RUC | LKS | ODR | BYT | JAG | GDA | SLA | GLI | ARK | POL |
| 1.    | Wisła Cracovie        |     | 1-0 | 1-4 | 4-1 | 3-1 | 2-1 | 2-0 | 0-0 | 3-1 | 1-0 | 1-0 | 3-0 | 2-0 | 2-0 | 4-0 | 2-1 |
| 2.    | Legia Varsovie        | 2-1 |     | 1-1 | 4-0 | 0-0 | 3-0 | 4-1 | 1-0 | 4-0 | 3-1 | 2-0 | 3-0 | 4-0 | 3-1 | 2-0 | 2-2 |
| 3.    | Lech Poznań           | 1-1 | 0-0 |     | 2-2 | 3-0 | 2-3 | 1-1 | 1-1 | 3-1 | 3-0 | 1-0 | 1-0 | 1-1 | 1-0 | 0-0 | 2-0 |
| 4.    | KS Cracovia           | 1-1 | 0-3 | 0-1 |     | 0-0 | 1-0 | 0-0 | 2-0 | 0-0 | 0-1 | 2-0 | 3-1 | 1-1 | 1-0 | 0-0 | 1-0 |
| 5.    | Górnik Zabrze         | 1-1 | 0-3 | 1-1 | 0-2 |     | 2-3 | 0-0 | 2-0 | 2-0 | 2-0 | 1-0 | 2-0 | 1-2 | 1-0 | 2-2 | 0-1 |
| 6.    | GKS Bełchatów         | 0-0 | 1-0 | 2-3 | 3-0 | 1-0 |     | 1-0 | 0-2 | 3-0 | 3-1 | 2-0 | 1-0 | 2-1 | 0-0 | 1-1 | 1-2 |
| 7.    | Ruch Chorzów          | 1-0 | 0-1 | 2-0 | 2-0 | 0-1 | 0-1 |     | 2-0 | 0-1 | 2-1 | 0-0 | 2-1 | 1-2 | 0-0 | 0-0 | 1-3 |
| 8.    | ŁKS Łódź              | 0-4 | 0-0 | 0-3 | 4-3 | 2-0 | 0-2 | 0-1 |     | 0-0 | 2-0 | 1-0 | 2-1 | 0-0 | 0-1 | 3-0 | 1-2 |
| 9.    | Odra Wodzisław Śląski | 0-2 | 2-0 | 0-1 | 2-1 | 0-0 | 0-2 | 3-0 | 0-1 |     | 4-1 | 1-1 | 1-0 | 0-0 | 0-2 | 0-0 | 1-1 |
| 10.   | Polonia Bytom         | 1-1 | 1-0 | 1-1 | 1-0 | 2-0 | 1-2 | 0-3 | 2-3 | 1-1 |     | 1-0 | 4-1 | 1-1 | 1-0 | 2-1 | 0-4 |
| 11.   | Jagiellonia Białystok | 0-2 | 2-1 | 0-3 | 2-0 | 1-0 | 0-2 | 1-0 | 4-0 | 1-2 | 2-2 |     | 2-0 | 2-2 | 2-0 | 3-0 | 2-1 |
| 12.   | Lechia Gdańsk         | 2-4 | 2-3 | 0-3 | 2-0 | 1-0 | 1-2 | 2-0 | 2-1 | 3-1 | 0-1 | 3-1 |     | 1-1 | 0-0 | 2-1 | 0-0 |
| 13.   | Śląsk Wrocław         | 2-1 | 1-1 | 0-2 | 1-1 | 1-1 | 2-1 | 3-1 | 3-0 | 4-0 | 3-0 | 2-0 | 1-1 |     | 0-1 | 2-1 | 0-1 |
| 14.   | Piast Gliwice         | 1-1 | 0-1 | 1-2 | 2-0 | 1-0 | 1-0 | 0-0 | 2-1 | 0-1 | 1-0 | 1-1 | 0-2 | 0-1 |     | 1-2 | 0-2 |
| 15.   | Arka Gdynia           | 0-1 | 0-1 | 2-1 | 2-1 | 1-0 | 2-0 | 1-2 | 4-0 | 2-1 | 1-3 | 1-1 | 0-1 | 3-3 | 0-1 |     | 0-1 |
| 16.   | Polonia Varsovie      | 0-2 | 0-0 | 3-3 | 1-1 | 2-0 | 1-0 | 3-0 | 1-3 | 2-0 | 1-0 | 0-0 | 1-1 | 3-0 | 1-0 | 0-0 |     |

|  | Victoire à domicile |  | Match nul |  | Défaite à domicile |

### Bilan de la saison
| Tableau d'Honneur |                |
| Compétition       | Vainqueur      |
| Ekstraklasa       | Wisła Cracovie |
| Coupe de Pologne  | Lech Poznań    |
| Coupe de la Ligue | Śląsk Wrocław  |

| Promotions et relégations |                              |
| Relégués en I Liga        | ŁKS Łódź Górnik Zabrze       |
| Promus de I Liga          | Zagłębie Lubin Korona Kielce |

| Qualifications européennes 2009-2010 |                  |
| Ligue des Champions                  | Qualifié         |
| 2e tour de qualification             | Wisła Cracovie   |
| Ligue Europa                         | Qualifiés        |
| 3e tour de qualification             | Lech Poznań      |
| 2e tour de qualification             | Legia Varsovie   |
| 1er tour de qualification            | Polonia Varsovie |

## Statistiques

### Affluences
| Club                  | Affluence moyenne  |
| --------------------- | ------------------ |
| Arka Gdynia           | 7 675 spectateurs  |
| GKS Bełchatów         | 3 300 spectateurs  |
| KS Cracovia           | 4 187 spectateurs  |
| Górnik Zabrze         | 14 633 spectateurs |
| Jagiellonia Białystok | 7 547 spectateurs  |
| Lech Poznań           | 16 300 spectateurs |
| Lechia Gdańsk         | 9 133 spectateurs  |
| Legia Varsovie        | 5 880 spectateurs  |
| ŁKS Łódź              | 4 833 spectateurs  |
| Odra Wodzisław Śląski | 3 910 spectateurs  |
| Piast Gliwice         | 3 033 spectateurs  |
| Polonia Bytom         | 5 133 spectateurs  |
| Polonia Varsovie      | 3 227 spectateurs  |
| Ruch Chorzów          | 8 923 spectateurs  |
| Śląsk Wrocław         | 7 425 spectateurs  |
| Wisła Cracovie        | 12 473 spectateurs |
| Total                 | 7 351 spectateurs  |

## Meilleurs buteurs
| # | Joueur                   | Équipe           | Buts |
| - | ------------------------ | ---------------- | ---- |
| 1 | Paweł Brożek             | Wisła Cracovie   | 19   |
| 1 | Takesure Chinyama        | Legia Varsovie   | 19   |
| 3 | Robert Lewandowski       | Lech Poznań      | 14   |
| 4 | Filip Ivanovski          | Polonia Varsovie | 11   |
| 5 | Dawid Nowak              | GKS Bełchatów    | 10   |
| 5 | Dariusz Pawlusiński (en) | KS Cracovia      | 10   |
| 7 | Rafał Boguski            | Wisła Cracovie   | 9    |
| 7 | Hernán Rengifo           | Lech Poznań      | 9    |
| 7 | Semir Štilić             | Lech Poznań      | 9    |
| 7 | Tomasz Szewczuk (en)     | Śląsk Wrocław    | 9    |